# The Cube (game show)
The Cube là một game show của Anh được phát sóng trên ITV với người dẫn chương trình Phillip Schofield. Chương trình mang đến cho các thí sinh cơ hội giành giải thưởng cao nhất trị giá £ 250,000 (tập 1-7 mùa 10 (2020) là £ 1,000,000) bằng cách hoàn thành các thử thách từ trong khối Perspex hình lập phương có cạnh dài 4 m. Nó dựa trên ý tưởng rằng ngay cả những nhiệm vụ đơn giản cũng trở nên vô cùng khó khăn khi bị giới hạn và chịu áp lực bên trong một khu vực nhỏ, khép kín trong khi được bao quanh bởi một khán giả trường quay trực tiếp lớn. Khi vào bên trong, các thí sinh có thể cảm thấy cả ngột ngạt và mất phương hướng, ảnh hưởng đến sự tập trung và khả năng của họ. Trong khối lập phương đó, những người chơi cần phải vượt qua những thử thách khác nhau, yêu cầu người chơi cần có những kỹ năng như phản xạ, khéo léo, tập trung,... để giành chiến thắng.

## Luật chơi

### Mùa 1-9 (22/8/2009 - 8/8/2015)
Trò chơi được chơi bởi một người chơi duy nhất trong một khối Perspex trong suốt có kích thước 4 m dọc theo mỗi cạnh. Mục tiêu là hoàn thành bảy thử thách, mỗi thử thách có một số tiền thưởng ngày càng tăng, trước khi thất bại tổng cộng 9 lần. Các thử thách được chọn trước cho từng thí sinh trước khi phát sóng chương trình kiểm tra tinh thần và thể chất của họ theo nhiều cách khác nhau. Một tập thông thường bao gồm hai phần chơi của hai người chơi (trong một vài tập có thể chỉ có một người chơi tham gia hoặc phần chơi của người chơi bị tạm dừng do hết thời lượng phát sóng, khi đó người chơi sẽ chơi tiếp vào tập kế tiếp).
Người chơi có 9 lượt chơi và mất một cho mỗi lần thất bại trong một thử thách. Người chơi phải chơi lại cho đến khi họ hoàn thành nó hoặc hết lượt chơi; trong trường hợp thứ hai, trò chơi kết thúc và người chơi ra về tay trắng. Khi vượt qua được một thử thách thành công, người chơi được xem luật chơi của thử thách tiếp theo và có thể quyết định dừng cuộc chơi và bảo toàn số tiền họ nhận được, hoặc tiếp tục và mạo hiểm với giải thưởng cao hơn.
Schofield thỉnh thoảng bình luận về những khó khăn mà các người chơi gặp phải với một thử thách và thông báo trước số lượt chơi trung bình bị mất khi chơi nó, để giúp người chơi quyết định nên tiếp tục hay dừng lại. Những (thường là 4) người thân đi cùng ngồi trong hàng ghế khán giả có thể đưa ra lời khuyên về việc ra quyết định và kỹ thuật thực hiện thử thách. Một số thử thách có các hạn chế cụ thể được thêm vào để tăng độ khó, chẳng hạn như giới hạn thời gian hoặc chỉ cho phép sử dụng một tay. Nếu người chơi vi phạm bất kỳ hạn chế nào như vậy, họ ngay lập tức mất lượt.
Người chơi có hai quyền trợ giúp trong suốt phần chơi của họ, mỗi quyền chỉ được dùng 1 lần:
- "Simplify" (Đơn giản hóa) (được phép dùng khi người chơi thất bại trong bất kì thử thách nào mà còn lượt chơi): Khi chọn quyền trợ giúp này, thử thách mà người chơi đang thực hiện sẽ được "đơn giản hóa" (chẳng hạn như thêm thời gian, làm cho mục tiêu dễ trúng hơn, loại bỏ bớt chướng ngại vật,...). Tuy nhiên, người chơi sẽ không thể biết sự "đơn giản hóa" của thử thách là gì cho đến khi họ sử dụng trợ giúp.
- "Trial run" (Chơi thử) (chỉ dùng sau khi giới thiệu thử thách [thứ 2 trở lên] và người chơi chưa quyết định chơi tiếp hay dừng lại): Người chơi sẽ được một lần thực hiện thử thử thách mà không lo bị mất lượt chơi (tuy nhiên nếu thực hiện thành công, người chơi sẽ không được tính là vượt qua thử thách).

Thử thách cuối cùng có giá trị cao nhất £ 250,000, thực chất là một trong 6 thử thách mà người chơi đã vượt qua trước đó nhưng được làm khó hơn. Cho đến nay, bảy người đã đến thử thách này, trong đó sáu người trong số họ quyết định dừng cuộc chơi và lấy £ 100,000 mà họ đã có; chỉ có Mo Farah, người xuất hiện trong một tập đặc biệt của người nổi tiếng năm 2012 đã giành chiến thắng thử thách này và giành được £ 250,000.

### Mùa 10 - 11 (17/10/2020 - 23/12/2021)
Cùng với sự thay đổi về giao diện, luật chơi của chương trình cũng có những sự thay đổi:
- Mỗi phần chơi có một cặp chơi (gồm 2 người chơi) tham gia;
- Phần chơi gồm các thử thách đơn (do một trong hai người chơi thực hiện) và thử thách đôi (cả hai người chơi cùng thực hiện)
- Trợ giúp "Trial run" được thay thế bằng trợ giúp "Swap" (Hoán đổi), theo đó sau khi thất bại ở thử thách đơn mà còn lượt chơi thì đồng đội của người đang chơi có quyền chơi thay người chơi kia (nhưng không thể hoán đổi ngược trở lại sau đó).

Ở bảy tập đầu tiên của mùa 10, giải thưởng cao nhất của chương trình là £ 1,000,000. Tuy nhiên trong tập cuối cùng của mùa 10 (ngày 20/12/2020) và sau đó là mùa 11, giải thưởng cao nhất đã trở về múc £ 250,000 (xem thêm phần "Thang tiền thưởng" bên dưới).
Trong suốt 8 tập của mùa 10, chỉ có 4 cặp thi đấu đã giành được mức thưởng £ 100,000 và không cặp thi đấu nào thắng tuyết đối cả 7 trò chơi.

## Thông tin bên lề

### Đơn vị phát sóng
Objective Productions lần đầu tiên giới thiệu chương trình cho kênh Channel 4 vào năm 2008. Sau đó một tập thử nghiệm của chương trình đã được ghi hình với dẫn chương trình Justin Lee Collins (tuy nhiên tập này chưa bao giờ được phát sóng trên truyền hình). Channel 4 cuối cùng đã quyết định không tổ chức chương trình vì chi phí cao. Cuối cùng thì vào tháng 2 năm 2009, ITV đã mua bản quyền cho trò chơi và quay phim bắt đầu vào tháng 4 năm 2009 tại Wembley Fountain Studios.

### Kỹ thuật quay phim
The Cube là một trong những chương trình đầu tiên sử dụng kỹ thuật quay phim đóng băng trò chơi một cách thường xuyên, chẳng hạn như khi một người chơi ăn mừng. Kỹ thuật được sử dụng được gọi là "Time slice". Sử dụng các camera được thiết kế đặc biệt, nó cho phép người xem nhìn thấy một bên của khối lập phương trước khi hành động bị đóng băng, quay sang một mặt khác của khối và sau đó hành động tiếp tục. Các cảnh quay chậm lại một lần nữa được sử dụng để hiển thị các pha hành động của nhiệm vụ mà một người chơi vừa hoàn thành, hoặc thời điểm quan trọng của trò chơi, để tăng thêm sự phấn khích về sự tò mò của khán giả khi theo dõi phần chơi của người chơi. Chương trình sử dụng CGI để chiếu hình ảnh lên mặt trên cùng và các mặt bên của khối lập phương, trong khi một màn hình trên sàn cũng có khả năng hiển thị hình ảnh. Những kỹ xảo điện ảnh này làm cho những nhiệm vụ tưởng chừng đơn giản được đặt ra trước các thí sinh dường như thú vị hơn nhiều so với bình thường.

### Trường quay
Các phiên bản ở Đức, Ý, Bồ Đào Nha, Ả Rập Saudi, Tây Ban Nha và phiên bản thử nghiệm của Mỹ của The Cube đã được quay tại The Fountain Studios ở London bằng cách sử dụng phiên bản gốc của Anh. Các phiên bản quốc tế khác đã tạo ra những trường quay tại chính các quốc gia phát sóng. Phiên bản Trung Quốc được quay tại Nhà thi đấu Zhabei ở Thượng Hải; phiên bản Ukraina được quay tại Nhà máy sản xuất nối tiếp Antonov ở Kiev; phiên bản Nga được quay tại Trung tâm kỹ thuật Ostankino ở Moscow; phiên bản Ả Rập được quay tại Dubai Studio City ở Dubai và phiên bản Pháp được quay tại La Plaine Saint-Denis, gần Paris.

### Thay đổi giao diện
Trong các mùa 8-9, giao diện 1.1 của chương trình đã xuất hiện, bao gồm  trường quay mới, hình hiệu mở đầu mới, thiết kế lại đồ họa và một số thử thách mới.
Đối với mùa 10, giao diện 2.0 của chương trình đã xuất hiện, trong đó:
- "Chiếc cầu xoay" nối khối lập phương, vị trí của dẫn chương trình và cửa ra vào sân khấu đã được loại bỏ (thay vào đó là một đường thẳng nối từ cửa tới khối lập phương)
- Giao diện màn hình dưới sàn được thiết kế lại một lần nữa
- Hình hiệu mở đầu và thử thách mới.

## Phát sóng
| Mùa | Ngày bắt đầu | Ngày kết thúc | Số tập |
| --- | ------------ | ------------- | ------ |
| 1   | 22/8/2009    | 3/10/2009     | 7      |
| 2   | 19/9/2010    | 2/1/2011      | 12     |
| 3   | 3/4/2011     | 11/6/2011     | 9      |
| 4   | 30/10/2011   | 31/12/2011    | 9      |
| 5   | 14/4/2012    | 23/12/2012    | 9      |
| 6   | 2/3/2013     | 20/4/2013     | 8      |
| 7   | 27/4/2013    | 22/2/2014     | 8      |
| 8   | 1/3/2014     | 7/7/2014      | 9      |
| 9   | 3/6/2015     | 8/8/2015      | 8      |
| 10  | 17/10/2020   | 20/12/2020    | 8      |
| 11  | 28/08/2021   | 23/12/2021    | 9      |

## Thang tiền thưởng
| Thử thách | Mùa 1-9, tập 8 mùa 10 (20/12/2020), mùa 11 | Tập Giáng Sinh (19/12/2014) | Tập 1-7 mùa 10 |
| --------- | ------------------------------------------ | --------------------------- | -------------- |
| 1         | £ 1,000                                    | £ 1,000                     | £ 2,000        |
| 2         | £ 2,000                                    | £ 50,000                    | £ 5,000        |
| 3         | £ 10,000                                   | £ 100,000                   | £ 10,000       |
| 4         | £ 20,000                                   | £ 100,000                   | £ 25,000       |
| 5         | £ 50,000                                   | £ 100,000                   | £ 100,000      |
| 6         | £ 100,000                                  | £ 100,000                   | £ 250,000      |
| 7         | £ 250,000                                  | £ 100,000                   | £ 1,000,000    |

## Tiếp nhận
Độc giả của ukgameshows.com đã gọi đây là chương trình trò chơi mới hay nhất năm 2009 trong cuộc thăm dò "Hội trường danh vọng" của họ.

## Giải thưởng
| Năm  | Nhóm                                     | Giải thưởng                    | Kết quả |
| ---- | ---------------------------------------- | ------------------------------ | ------- |
| 2010 | Giải thưởng phát sóng                    | Chương trình mới tốt nhất      | Đề cử   |
| 2010 | Hoa hồng                                 | Game Show hay nhất             | Đề cử   |
| 2011 | Giải thưởng RTS                          | Chương trình giải trí hay nhất | Đề cử   |
| 2011 | Giải thưởng phát sóng                    | Chương trình giải trí tốt nhất | Thắng   |
| 2011 | BAFTA                                    | Đội giải trí tốt nhất          | Thắng   |
| 2011 | BAFTA                                    | Chương trình giải trí tốt nhất | Thắng   |
| 2012 | BAFTA                                    | Đội giải trí tốt nhất          | Thắng   |
| 2012 | Giải thưởng truyền hình thực tế quốc gia | Game Show hay nhất             | Đề cử   |
| 2012 | Giải thưởng TV Choice                    | Game Show hay nhất             | Thắng   |
| 2012 | Hoa hồng                                 | Game Show hay nhất             | Đề cử   |
| 2012 | Giải thưởng truyền hình quốc gia         | Chương trình giải trí tốt nhất | Đề cử   |
| 2013 | Giải thưởng truyền hình quốc gia         | Chương trình giải trí tốt nhất | Đề cử   |
| 2014 | Giải thưởng truyền hình quốc gia         | Chương trình giải trí tốt nhất | Đề cử   |

## Phiên bản quốc tế
Đang phát sóng  
     Không còn phát sóng (đã phát sóng các tập chính thức)  
     Không còn phát sóng (chỉ có tập thử nghiệm)  
     Dự kiến phát sóng trong thời gian sắp tới  
| Quốc gia       | Tên                            | Dẫn chương trình     | Kênh         | Giải thưởng cao nhất   | Ngày phát sóng                                        | Trạng thái            |
| -------------- | ------------------------------ | -------------------- | ------------ | ---------------------- | ----------------------------------------------------- | --------------------- |
| Thế giới Ả Rập | The Cube                       | Dhaffer L'Abidine    | Dubai TV     | Dhs250,000             | Ngày 2 tháng 2 - ngày 27 tháng 4 năm 2014             | Không còn phát sóng   |
| Úc             | The Cube with Andy Lee         | Andy Lee             | Network 10   | A$250,000              | Ngày 24 tháng 2 - ngày 14 tháng 4 năm 2021            | Không rõ              |
| Trung Quốc     | 梦立方 Mèng lìfāng             | Cheng Lei            | Dragon TV    | Quà tặng hoặc ¥250,000 | Ngày 13 tháng 5 năm 2012 - ngày 4 tháng 9 năm 2013    | Không còn phát sóng   |
| Pháp           | Le Cube                        | Nagui                | France 2     | €50,000                | Ngày 1 tháng 7 - ngày 30 tháng 8 năm 2013             | Không còn phát sóng   |
| Đức            | The Cube – Besiege den Würfel! | Nazan Eckes          | RTL          | €250,000               | Ngày 29 tháng 4 năm 2011                              | Không còn phát sóng   |
| Hy Lạp         | O κύβος O kubos                | Không rõ             | Mega Channel | €75,000                | 2010                                                  | Chỉ có tập thử nghiệm |
| Hungary        | A Kocka                        | Nóra Ördög           | TV2          | 10,000,000 Ft          | Ngày 23 tháng 11 - ngày 23 tháng 12 năm 2015          | Không còn phát sóng   |
| Ý              | The Cube – La Sfida            | Teo Mammucari        | Italia 1     | €100,000               | Ngày 7 tháng 9 - ngày 28 tháng 9 năm 2011             | Không còn phát sóng   |
| Hà Lan         | The Cube                       | Gordon Heuckeroth    | SBS6         | €100,000               | Ngày 23 tháng 4 năm 2021 - nay                        | Đang phát sóng        |
| Bồ Đào Nha     | O Cubo                         | Jorge Gabriel        | RTP1         | €30,000                | Ngày 16 tháng 5 - ngày 11 tháng 7 năm 2010            | Không còn phát sóng   |
| Nga            | Куб Kub                        | Dmitry Kharatyan     | Channel One  | ₽3,000,000             | Ngày 30 tháng 3 - ngày 30 tháng 11 năm 2013           | Không còn phát sóng   |
| Ả Rập Xê-út    | المكعب Al Moukaab              | Faisal Al Issa       | KSA 1        | SR250,000              | Ngày 17 tháng 3 – ngày 8 tháng 7 năm 2010             | Không còn phát sóng   |
| Tây Ban Nha    | El Cubo                        | Raquel Sánchez Silva | Cuatro       | €150,000               | Ngày 8 tháng 2 – ngày 14 tháng 8 năm 2012             | Không còn phát sóng   |
| Tây Ban Nha    | El Cubo                        | Raquel Sánchez Silva | Cuatro       | €250,000               | Ngày 8 tháng 2 – ngày 14 tháng 8 năm 2012             | Không còn phát sóng   |
| Thổ Nhĩ Kỳ     | Kup                            | Không rõ             | Kanal D      | 250,000 lira           | 2010                                                  | Chỉ có tập thử nghiệm |
| Ukraine        | Куб Kub                        | Maksim Chmerkovskiy  | STB          | 250,000 ₴              | Ngày 21 tháng 11 năm 2011 - ngày 24 tháng 12 năm 2012 | Không còn phát sóng   |
| Ukraine        | Куб Kub                        | Dmitry Tancovich     | STB          | 500,000 ₴              | Ngày 26 tháng 8 năm 2013 – ngày 29 tháng 12 năm 2014  | Không còn phát sóng   |
| Mỹ             | The Cube                       | Neil Patrick Harris  | CBS          | $500,000               | 2010                                                  | Chỉ có tập thử nghiệm |
| Mỹ             | The Cube                       | Dwyane Wade          | TBS          | $250,000               | Ngày 10 tháng 6 năm 2021                              | Đang phát sóng        |

Phiên bản The Cube của Vương quốc Anh trước đây cũng được phát sóng ở Ireland bởi Virgin Media One. Nó được phát ở New Zealand trên TV1 và ở Úc trên Nine Network. Sê- ri cũ được phát sóng ở Bosnia và Herzegovina bởi RTRS, ở Serbia bởi IQS Life và ở Singapore bởi MediaCorp Channel 5.

## Người chiến thắng giải thưởng cao nhất
Trên tất cả các phiên bản của chương trình, 7 người chơi đã giành chiến thắng trong thử thách cuối cùng và giảnh được giải thưởng cao nhất. 
| Quốc gia       | Người chơi       | Thử thách cuối cùng | Giải thưởng | Số lượt chơi còn lại | Ngày                     |
| -------------- | ---------------- | ------------------- | ----------- | -------------------- | ------------------------ |
| Thế giới Ả Rập | Hamad Al Yahmadi | Ném hộp qua tường   | Dhs250,000  | 4                    | 20/4/2014                |
| Trung Quốc     | Chen Kun         | Rút thẻ             | ¥250,000    | 3                    | 22/72012 (Tập đặc biệtl) |
| Trung Quốc     | Wu Jing          | Tháp hộp            | ¥250,000    | 1                    | 2/5/2013 (Tập đặc biệt)  |
| Bồ Đào Nha     | Vítor Costa      | Rào chắn            | €30,000     | Không rõ             | 30/5/2010                |
| Ukraine        | Andriy Serko     | Ném bóng nhanh      | 250,000 UAH | 1                    | 29/10/2012               |
| Anh            | Mo Farah         | Rào chắn            | £250,000    | 6                    | 14/7/2012 (Tập đặc biệt) |

## Hàng hóa
Một trò chơi bảng điện tử dựa trên bộ này đã có sẵn trong các cửa hàng từ tháng 11 năm 2010  Kể từ tháng 6 năm 2011, trò chơi đã bị ngừng bởi hầu hết các nhà bán lẻ chính. Trò chơi đi kèm với một hệ thống cầm tay điện tử bao gồm các trò chơi như Time Freeze và Stop Zone, cũng như 9 quả bóng - sáu quả bóng đúc 18mm, 1 quả bóng xốp 30 mm, 1 quả bóng cứng 25 mm và một quả bóng cứng 50mm. Các quả bóng được sử dụng cho các lý do khác nhau và quả bóng xốp được sử dụng cho hầu hết các trò chơi với một quả bóng. Đối với Multisphere, tất cả các quả bóng được sử dụng trừ khi nó đang được chơi trong một căn phòng có sàn cứng, trong trường hợp đó, tám quả bóng được sử dụng. Các ống được sử dụng cho hầu hết mọi trò chơi vật lý cho các vị trí bắt đầu, khoảng trống, ống, tháp và cột. Các thiết bị khác trong trò chơi bảng là các mảnh theo dõi, đĩa, clip, mảnh bục hình chữ z, đại bác, khối, một quả bóng, một chùm và các mảnh thẻ, và 7   cm x 7   cm x 7   cm nhựa khối để chơi một loạt các trò chơi vật lý. Các khối được sử dụng cho một container và để kết nối vào nền tảng khối cho các trò chơi điện tử. Một bộ giảm tốc cũng đi kèm với khối lập phương, cho phép nó giảm kích thước của đỉnh mở của khối. Điều này là, trong hầu hết tất cả các trò chơi liên quan đến khối lập phương, được loại bỏ một cách đơn giản. Nhiều trò chơi nổi tiếng và cổ điển có mặt ở đây cũng như các trò chơi mới như Con lăn, Bắt, Truy tìm và Trả lại, trò chơi cuộc sống hàng ngày và các trò chơi thú vị và phức tạp.
Trong khoảng thời gian phát hành trò chơi bảng, một phiên bản Game App của sê-ri đã được cung cấp qua cửa hàng iTunes để sử dụng trên iPod Touch, iPhone và iPad. Phiên bản ứng dụng này ban đầu bao gồm mười sáu trò chơi từ loạt trò chơi: Cân bằng, Xi lanh, Giảm dần, Khu vực thả, Tập trung, Đa chủng tộc, Chu vi, Chính xác, Số lượng, Phản ứng, Cách mạng, Phá vỡ, Ổn định, Dừng vùng và Đóng băng thời gian. Bản cập nhật đầu tiên cho trò chơi được ra mắt vào tháng 4 năm 2011 với Pulse đã thêm Một bản cập nhật khác cho trò chơi đã được cung cấp vào tháng 6 năm 2011, thêm một trò chơi miễn phí nữa, Thành công và cung cấp tám trò chơi thông qua mua trong ứng dụng trong 2 "gói" Chính xác, Pathfinder, Totalise và Tower trong Gói một và Đảo ngược, Tính toán, Tính toán và Điều hướng trong Gói hai. Một bản cập nhật tiếp theo đã được cung cấp vào tháng 10 năm 2011, thêm một trò chơi miễn phí nữa, Axis. 2 trò chơi tiếp theo vào năm 2012, Loại bỏ vào tháng Tư và Đối xứng vào tháng Mười. Vào tháng 2 năm 2013, Chase, mà tại thời điểm đó chưa được chiếu trên TV, đã có sẵn. Gần một năm sau vào ngày 21 tháng 2 năm 2014 Tránh được thêm vào. Bản cập nhật gần đây nhất đến vào ngày 19 tháng 5 năm 2014 khi 4 trò chơi trò chơi mới được cung cấp thông qua Mua trong ứng dụng. Những trò chơi mới này là Reset, Plummet, Selection và Tally đều là những game mới từ loạt game gần đây nhất. Hiện tại có 35 trò chơi có sẵn để chơi trong phiên bản Ứng dụng.
Vào ngày 9 tháng 11 năm 2012, lần đầu tiên một trò chơi Cube được phát hành trên hệ máy console. Nó đã có sẵn trên Nintendo Wii, PlayStation 3 và Nintendo 3DS. 33 trò chơi có thể chơi được trong phiên bản này, bao gồm hai trò chơi mới chưa từng thấy: Đường bay (đã được chơi trong phiên bản quốc tế) và Retrace. Nếu Cube bị đánh, Extreme Mode được mở khóa, bao gồm các phiên bản cực đoan hơn của năm trò chơi phổ biến: Revolution, Pathfinder, Perimeter, Rebound và Momentum.